# Wildganshof

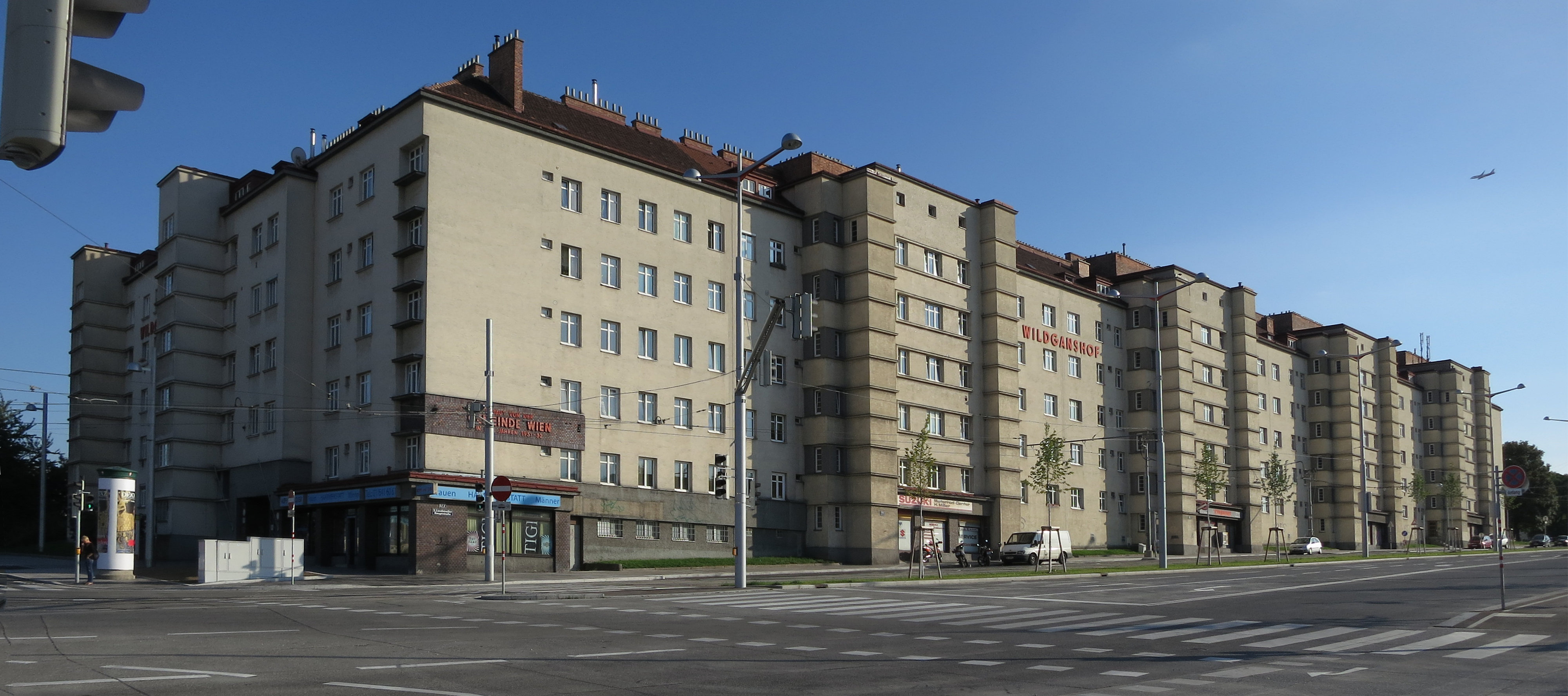
Wildganshof von Norden

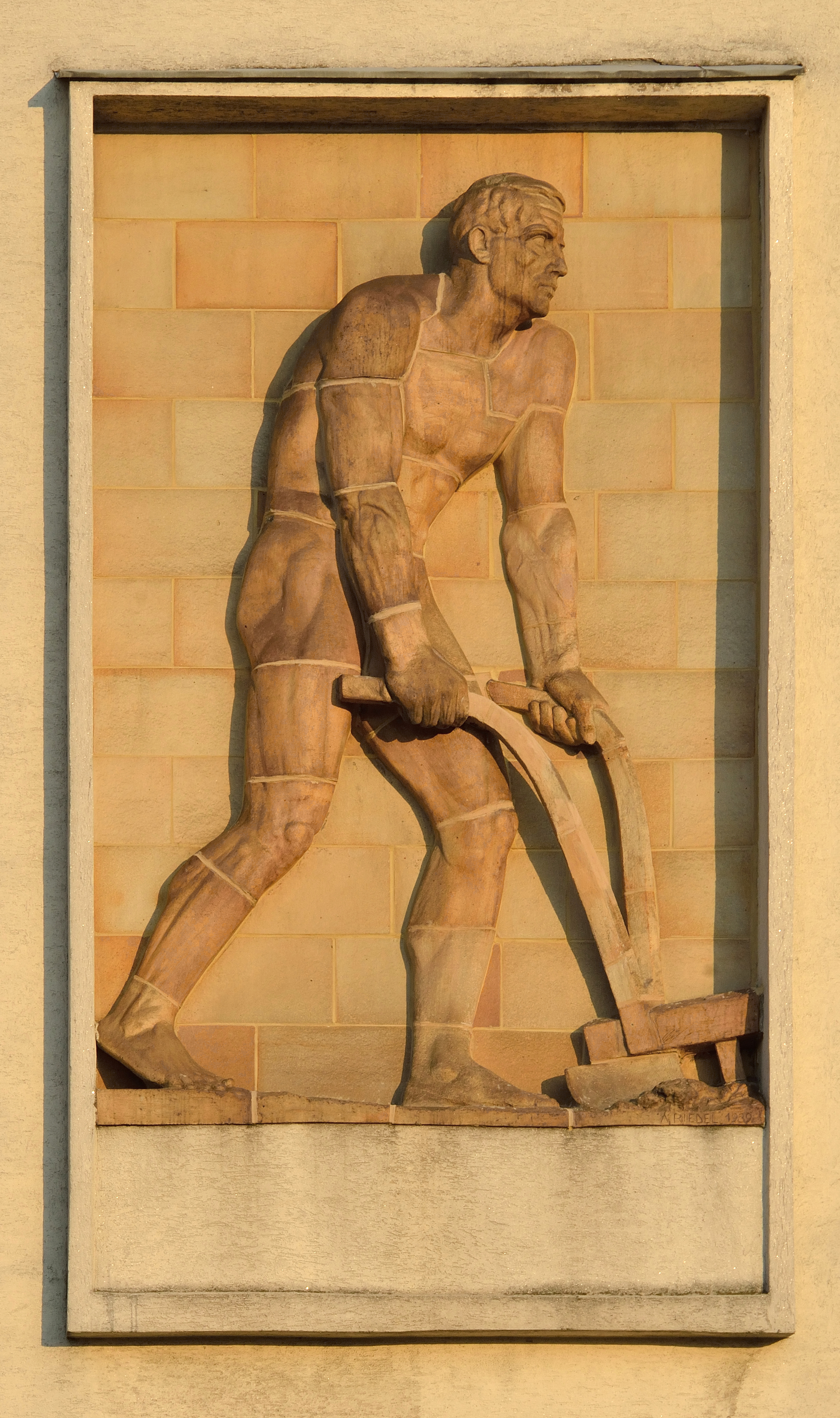
Terrakotta-Relief „Pflügender Bauer“ von Alfons Riedel

Der Wildganshof ist ein Gemeindebau im 3. Wiener Gemeindebezirk.
Der von 1931 bis 1933 erbaute Wildganshof war eines der letzten großen Bauprojekte des „Roten Wien“ vor der Errichtung des Ständestaates. Er wurde nach dem im 3. Bezirk geborenen und 1932 verstorbenen Dichter und Direktor des Burgtheaters Anton Wildgans benannt. Die von den Architekten Viktor Mittag und Karl Hauschka geplante Anlage umfasste ursprünglich 829 Wohnungen.
Nach außen verleihen die langen, geschlossenen Fassaden der Anlage ein wehrhaftes Aussehen. Lediglich an zwei diagonal gegenüberliegenden Stellen sind die Außenseiten unterbrochen: Das sind die Überreste einer geplanten Schnellbahnlinie, deren Trasse quer durch den Wildganshof geplant war; diese Bahnlinie wurde jedoch nie verwirklicht.
Im Inneren befinden sich – wie bei allen großen Gemeindebauanlagen der Zwischenkriegszeit – weitläufige, begrünte Innenhöfe. Die Fassaden sind betont schlicht gehalten. Die Westfassade zur Landstraßer Hauptstraße ist mit einem Terrakotta-Relief „Pflügender Bauer“ von Alfons Riedel geschmückt. Das Relief wurde während der Zeit des Nationalsozialismus angebracht, die Inschrift „Wir reden nicht, sondern handeln“, ein Ausspruch Adolf Hitlers, wurde später entfernt bzw. übermalt. In einem der Innenhöfe steht eine Büste von Anton Wildgans, die ebenfalls von Alfons Riedel erschaffen wurde.
Während des Februaraufstandes 1934 war der Wildganshof Schauplatz militärischer Auseinandersetzungen und konnte relativ lange von den Schutzbündlern gehalten werden; erst am 14. Februar wurde er von Einheiten des Bundesheers eingenommen.
Der Wildganshof bildet einen eigenen, zwei Zählsprengel umfassenden Zählbezirk, der laut Volkszählung 2001 2271 Einwohner hatte.